# Порай (станция)
Порай  (пол. Poraj) — пассажирская и грузовая железнодорожная станция в селе Порай в гмине Порай, в Силезском воеводстве Польши. Имеет 1 платформу и 2 пути.
Станция 3-го класса построена на линии Варшаво-Венской железной дороги в 1847 году, когда село Порай было в составе Царства Польского.В 1868 году станции присвоен 2-й класс.В 1889 году у станции 4-й класс.
В 1889 году произведена перестройка и расширение пассажирского здания.
В 1898 году к цементному заводу О-ва Вржосова, 1899 году от станции был проложен подъездной путь к кирпичному заводу Гольмана, 1901 году  в имение  "Почесна" А.Ризенкампфа,   1903 году  к заводу Корвинов.
Теперь существующее здание вокзала построили в 1987 году. Капитальный ремонт вокзала был проведен в 2013—2014 годах.